# Kokleare
Kokleare (Cochlearia) er en planteslægt med omkring 25 arter.

## Arter
De danske arter i slægten:
- Dansk kokleare (Cochlearia danica)
- Engelsk kokleare (Cochlearia anglica)
- Grønlandsk kokleare (Cochlearia groenlandica)
- Lægekokleare (Cochlearia officinalis)